# Червоний кордон
«Червоний кордон» (с укр. — «Красная граница») (подзаголовок: «Западно-Подольская крестьянская газета») — газета на украинском языке, которая выходила в Каменце-Подольском в 1924—1941 годах. Печатный орган окружкома КП (б) Украины и окружного исполкома.

## История
Первый номер газеты вышел 1 мая 1924 года.
Печатались материалы на партийно-советскую тематику, революционная законность, национальные вопросы, проблемы НЭПа, среди главных задач, в первую очередь — земледельческие статьи. Поднимались хозяйственные вопросы, печатались полезные советы, криминальная хроника и международные события.
Первым редактором был Савва Божко, ответственным секретарём работал Терень Масенко, заведующим отделом писем — Пётр Довгалюк. 3 августа 1924 года в газете было опубликовано первое стихотворение Натальи Забилы «Оксамитними чорними шатами…».
В 1925 году в редакции газеты временно работал писатель Иван Багряный (Лозовяга), опубликовавший в газете свои первые стихи.
Сотрудничал как юнкор с газетой с 1924 года, литейщик местного завода «Мотор», будущий писатель Владимир Беляев, возглавлявший несколько отделов издания (в частности, театральный) в 1927—1929 годах.
Одним из довоенных редакторов газеты был Лука Паламарчук — будущий министр иностранных дел Украинской ССР.
В 1936—1937 годах, а затем в 1939—1940 годах, отбыв службу в армии, в редакции газеты работал писатель Владимир Бабляк.
Перед Великой Отечественной войной в редакции работал поэт Андрей Патрус-Карпатский.